# Sky & Telescope
Sky & Telescope (S&T) és una revista mensual nord-americana que cobreix tots els vessants de l'astronomia amateur, inclosos:
- esdeveniments d'actualitat als camps de l'astronomia i de l'exploració de l'espai.
- esdeveniments en la comunitat dels astrònoms amateurs.
- ressenyes d'instruments, llibres i programaris astronòmics.
- l'autoconstrucció, del disseny i la construcció d’instruments per a l’astronomia.
- l'astrofotografia.

Els articles inclouen discussions detallades sobre les darreres descobertes, freqüentment amb la participació de científics. Sky & Telescope és completament a color i inclou fotografies del cel siguen fetes pels amateurs o pelsprofessionals, quadres i documents dels esdeveniments astronòmics imminents.
S&T va començar les seves publicacions el 1941 de la fusió de dos revistes diferents, The Sky i The Telescope. Va ser publicada per l'Sky Publishing Corporation fins al 2005, quan va ser adquirida per New Track Media, una companyia de la firma de capital privat Boston Ventures. El 2014, New Track Media es va vendre a F W Media. Després de la fallida de mitjans del 2019 d'F W, la revista es va vendre a la American Astronomical Society.